# Cylindromyia aurohumera
Cylindromyia aurohumera là một loài ruồi trong họ Tachinidae.